# Fritz Rupprecht Mathieu

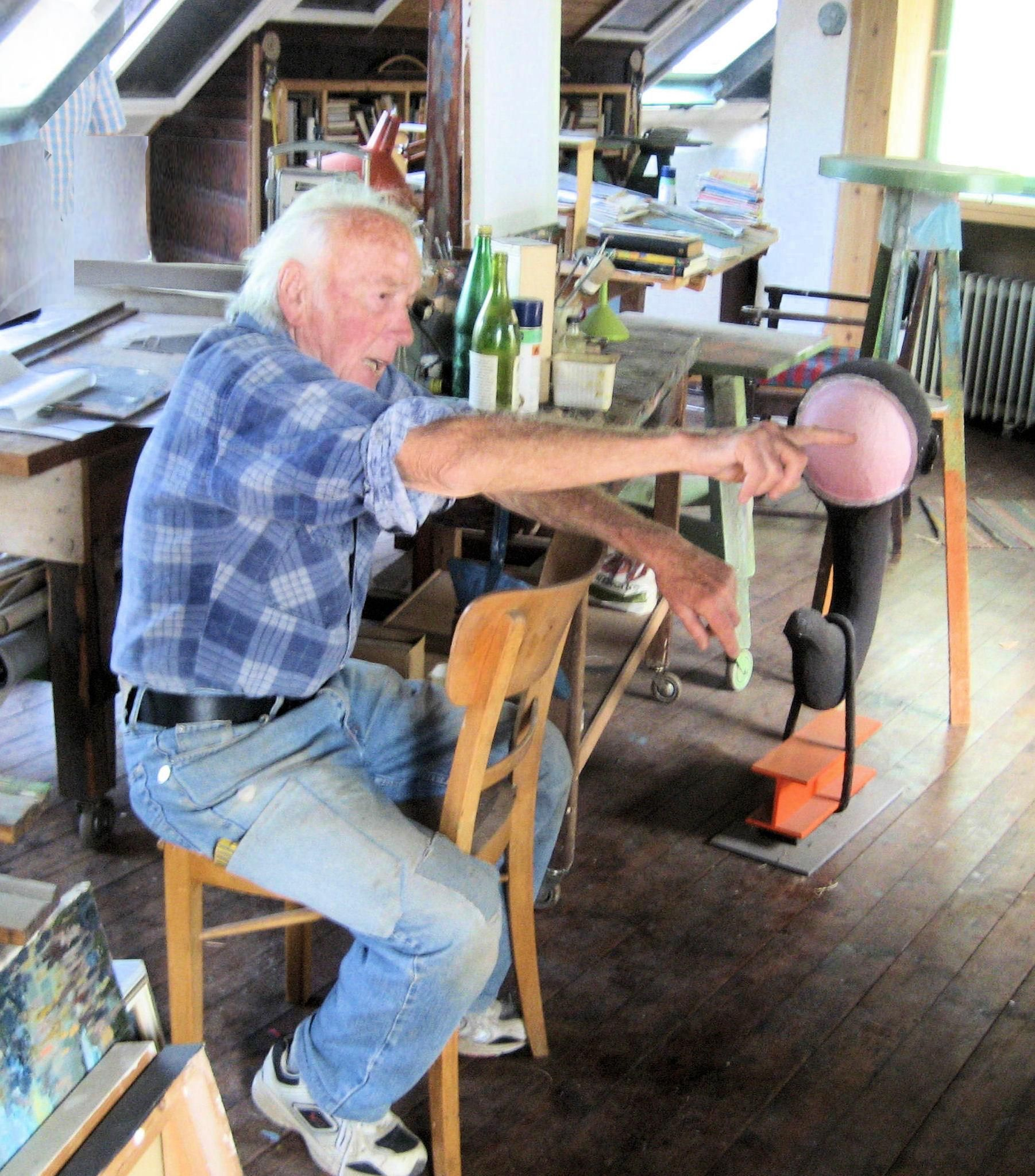
Fritz Rupprecht Mathieu (Datum unbekannt)

Apotheken-Logo, 1951

Fritz Rupprecht Mathieu (* 5. November 1925 in Heinsberg; † 4. Mai 2010 in Hösel) war ein deutscher Maler, Bildhauer und Grafiker.

## Leben
Fritz Rupprecht Mathieu wurde als Sohn des Richters Adolf Mathieu (* September 1884 in Roden; † 10. Mai 1929 in Heinsberg) und Maja Mathieu (* 9. September 1895 in Bad Pyrmont; † 31. Mai 1992 in Oberstenfeld) geboren. Der Vater war als Richter 1923 nach Heinsberg gezogen. Nach seinem frühen Tod siedelte die Familie 1937 nach Bonn um, wo sie bis 1960 wohnte. Von 1931 bis 1935 besuchte Mathieu die Volksschule und bis 1937 das Gymnasium in Heinsberg, anschließend das Beethoven-Gymnasium Bonn. 1943 verließ er das Gymnasium und meldete sich freiwillig zur Marine, um dem drohenden Fronteinsatz zu entgehen. Zum Sommersemester 1948 immatrikulierte sich Mathieu an der Staatlichen Kunstakademie Düsseldorf. Er begann dort das Studium der Malerei in der Klasse Heinrich Kamps', dem damaligen Direktor der Akademie. Mathieu finanzierte sein Studium mit unterschiedlichen freien Aufträgen in Kunst und Grafik. 1961 zog Mathieu mit seiner Frau Ruth (geb. Hennecke, * 4. August 1926; † 28. Januar 2016) nach Ratingen-Hösel. Er widmete sich dort ab 1990 zunehmend seinen Reitpferden und lebte bis zu seinem Tode zurückgezogen.

## Werk
Mathieu setzte sich in seiner Arbeit mit abstrakten wie figürlichen Themen auseinander, beherrschte die Formensprache der Moderne der 1950er und 1960er Jahre und verfügte zugleich über eine außerordentliche Begabung für die natürliche Wiedergabe von Menschen. Er arbeitete über Manet und Turner und erstellte abstrahierte Versionen ihrer Werke. 1951 überarbeitete Mathieu das Signet der deutschen Apotheken zur bis heute aktuellen Form.